# Svarrogh
Svarrogh (Сварог) е блек метъл проект на Димо Димов (барабанист в Hatred Divine), създаден през лятото на 2001. Сварог е древнославянският бог на слънцето и домашния огън.

## История
През периода октомври 2001 – юни 2002 са записани 4 демота и няколко неиздадени песни. В началото на 2003 е издаден първият официален албум – Baxas Xebesheth 1883, разпространен от ъндърграунд лейбъла на Димов – Xebesheth Distro, а в България – от AMF Productions. Следват сплитове с литовската група Ravenclaw (днес Folkearth) и немската Viszeral.
Първият концерт на Svarrogh е малък фестивал в Розенхайм в началото на 2004, редом с Burden of Grief и Equilibrium. След него бива записан албумът Lady Vitosha, отначало издаден от Димов, а по-късно – от Medusa Productions в Германия, от Khaosmaster в САЩ и Южна Америка, от Legatus Records в Швейцария и дори от Sabbathid Records в Япония.
През зимата на 2004 излиза още един сплит, с Rubixx Project и Uruk-Hai, последван от Bulgarian Art EP и, през 2005, от следващия пълнометражен албум – Kukeri, съдържащ трите песни от Bulgarian Art, както и шест нови парчета.

## Стил
В Baxas Xebesheth 1883, стилът на Svarrogh е суров, чист блек метъл. По-късно насоката се променя към мелодичен блек метъл, смесен с неофолк и използващ народни инструменти. Текстовете са базирани главно върху българския фолклор, славянската митология, езичеството и пр.

## Състав
- „Княз“ Димо Димов – вокал, китара, бас китара, барабани, перкусии, музикално програмиране, пиано, клавири, тамбура, кавал, гайда, гъдулка, мандолина, укулеле
- Arioch – концертни аранжименти, програмиране, китара
- Marcel P. – концертни барабани и перкусии

## Дискография

### Дългосвирещи албуми
- Baxas Xebesheth 1883 LP (2003)
- Lady Vitosha LP (2004)
- Kukeri LP (2006)
- Balkan Renaissance LP (2007)

### Демозаписи, EP и сингли
- Demo (2001)
- Welkes Schwarz Demo (2001)
- Bezdelie Demo (2002)
- Skryb/Slavonic Tears/Potocheta Nemirni Demo (2002)
- Bulgaryan Art EP (2005)
- Temple of the Sun EP (2007)

### Съвместни албуми
- Svarrogh/Ravenclaw Split (2003)
- Svarrogh/Viszeral Split (2003)
- Svarrogh/Uruk-Hai/Rubixx Project Split (2005)

### Участия в компилации
- Menschen, Mythen, Masken
- Steinklang Industries Vol. III
- Orkus Compilation 31
- Atlantida Compilation Vol.19/Vol.21
- We Worship... Vol.1
- Brutallica Vol.8
- Xtreemeties Vol.3
- Metal Message Vol.1
- Bulgarian Assault Vol.1
- NeoForm Sampler Vol.2
- DragonBreath
- Nemesis Magazine